# فرانك فريمان
فرانك فريمان (بالإنجليزية: Frank Freeman)‏ هو مهندس معماري أمريكي، ولد في 1861 في هاميلتون في كندا، وتوفي في 13 أكتوبر 1949 في مونتكلير ‏ في الولايات المتحدة.